# KrioRus
KrioRus é uma empresa russa que presta serviços na área da criónica e criopreservação.
A KrioRus fornece a possibilidade de criopreservação neuronal ou criopreservação de corpo inteiro e ainda fornece a possibilidade de criopreservação de ADN.
Até agosto de 2011 a KrioRus criogenou 17 pacientes humanos, 2 gatos, 4 cães e 2 pássaros. A receita da empresa na Rússia em 2024 foi de 69 mil euros.

## História
A KrioRus foi fundada em 2005 na área de Moscovo, por 8 crionicistas russos.
A sua primeira paciente foi Lidia Fedorenko Ivanovna, um caso que se tornou famoso na Rússia, pois esta paciente foi mantida durante alguns meses em gelo seco (-80ºC), até à criação da KrioRus.

## Instalações
Actualmente, as suas instalações de armazenamento de longo prazo são em Alabushevo, nos arredores de Moscovo.

## Organização
Em 2011, a KrioRus era composta por:
| Director Geral             | Valerija Pride      |
| Director Cientifico        | Igor Artyukhov      |
| Presidente                 | Danila Medvedev     |
| Médico/Técnico             | Eugenij Shumilov    |
| Embalsamador/Perfusionista | Alexey Sulaev       |
| Engenheiro/Filósofo        | Andrey Shvedko      |
| Chefe do Conselho Técnico  | Victor Grebenshikov |

## Serviços
A KrioRus fornece a possibilidade de criopreservação de Humanos e Animais de Estimação e ainda a possibilidade de criopreservação de ADN.
Existe a possibilidade de Criopreservação Neuronal (apenas a cabeça) com um custo de 10 000 dólares ou Criopreservação de Corpo Inteiro com um custo de 30 000 dólares.
A criopreservação de animais de estimação, depende do seu tamanho, mas em média tem um custo de 5 000 dólares.
A KrioRus e os outros serviços de Criónica, aconselham a Criopreservação Neuronal, em que só se criopreserva a cabeça. Assim o processo de arrefecimento é mais rápido e eficaz.
Quando a ciência, medicina estiverem mais evoluídas e conseguirem reanimar um ser vivo criopreservado, já será possível o crescimento de órgãos com o seu próprio ADN e assim dar um corpo inteiro com o mesmo ADN desses pacientes.
Os pacientes que escolheram a opção de corpo inteiro, terão de rejuvenescer os seus corpos, quer através do trabalho de nanorobots ou mesmo através da substituição de órgãos com o seu próprio ADN.
A KrioRus presta serviços a pessoas de todo o mundo. Já foram criogenados vários pacientes ao longo da Europa, desde Portugal, Holanda, Ucrânia e outros.